# Forcepia solustylota
Forcepia solustylota är en svampdjursart som beskrevs av Kazuo Hoshino 1977. Forcepia solustylota ingår i släktet Forcepia och familjen Coelosphaeridae. Inga underarter finns listade i Catalogue of Life.